# Hugo Schneider
Hugo Schneider Bartolomé (Caen, Francia, 4 de abril de 1998) es un jugador de baloncesto andorrano que juega en la posición de alero para el Bàsquet Club Andorra.

## Carrera deportiva
El joven alero llegó a la cantera del MoraBanc Andorra, procedente del FC Barcelona. Tras jugar como junior en el FC Barcelona, llega a las filas del MoraBanc Andorra para jugar en el equipo de Liga EBA. Desde 2015, es internacional por la Selección de baloncesto de Andorra.
El 1 de mayo de 2016, juega sus primeros minutos con el cuadro andorrano en la victoria frente al FIATC Joventut, disputando 2 minutos y 16 segundos.

## Trayectoria
- FC Barcelona: Categorías inferiores.

| Equipo                | Liga            | Temporada       |
| --------------------- | --------------- | --------------- |
| MoraBanc Andorra. EBA | Liga EBA España | 2015-Actualidad |
| Bàsquet Club Andorra  | ACB España      | 2015-Actualidad |

## Internacionalidad
Con la selección de Andorra disputa en 2015, el Europeo Sub-18 División C, en Gibraltar consiguiendo la medalla de oro. En 2016, disputa el Europeo de los Países Pequeños, en Chisináu (Moldavia), logrando la medalla de Plata.